# Metamecynopsis duodecimguttata
Metamecynopsis duodecimguttata là một loài bọ cánh cứng trong họ Cerambycidae.